# Opération d'Ahnif
L'opération d'Ahnif est une opération anti-terroriste menée en Algérie en mai 2013 à l'encontre de membres de AQMI.

## Déroulement
Le 14 mai 2013, après un mois de préparations, l'armée nationale populaire lance une offensive sur les hauteurs d'Ahnif.
Ahnif est située dans une région montagneuse, considérée comme étant l'un des plus importants fiefs d'AQMI dans le centre de l'Algérie. La zone a été fortifiée par les insurgés salafistes qui disposent de casemates naturelles et de tranchées. Seulement une vingtaine de djihadistes sont présents, mais parmi eux figurent plusieurs émirs.
Afin d'encercler la zone, l'armée algérienne déploie environ 1 000 soldats, dont des commandos et des parachutistes.
Les affrontements débutent le 14 mai. Vers 21 heures, trois soldats algériens sont tués et deux autres blessés lors d'une fusillade. De leur côté, les hélicoptères détruisent sept caches dans la région de Tamalah Ahni.
L'opération est cependant un rude échec pour les forces algériennes, car malgré l'importance des effectifs engagés, les assiégés parviennent à s'échapper malgré l'encerclement. Le bilan définitif est de trois morts et sept blessés du côté des militaires.
Le 23 mai, le colonel commandant le secteur militaire opérationnel de Bouira est relevé de ses fonctions par le ministère de la Défense nationale (MDN).